# Стратмор (Каліфорнія)
Стратмор (англ. Strathmore) — переписна місцевість (CDP) в США, в окрузі Туларе штату Каліфорнія. Населення — 2830 осіб (2020).

## Географія
Стратмор розташований за координатами 36°8′36″ пн. ш. 119°3′41″ зх. д. / 36.14333° пн. ш. 119.06139° зх. д. (36.143436, -119.061469).  За даними Бюро перепису населення США в 2010 році переписна місцевість мала площу 3,68 км², з яких 3,64 км² — суходіл та 0,03 км² — водойми.

## Демографія
Згідно з переписом 2010 року, у переписній місцевості мешкало 2819 осіб у 705 домогосподарствах у складі 595 родин. Густота населення становила 767 осіб/км².  Було 751 помешкання (204/км²).
Расовий склад населення:
| - 52,9 % — білих - 1,5 % — корінних американців - 0,4 % — чорних або афроамериканців - 0,2 % — азіатів - 41,2 % — осіб інших рас |

До двох чи більше рас належало 3,8 %. Частка іспаномовних становила 79,4 % від усіх жителів.
За віковим діапазоном населення розподілялося таким чином: 37,3 % — особи молодші 18 років, 55,6 % — особи у віці 18—64 років, 7,1 % — особи у віці 65 років та старші. Медіана віку мешканця становила 25,5 року. На 100 осіб жіночої статі у переписній місцевості припадало 99,6 чоловіків;  на 100 жінок у віці від 18 років та старших — 101,1 чоловіків також старших 18 років.
Середній дохід на одне домашнє господарство  становив 33 900 доларів США (медіана — 24 844), а середній дохід на одну сім'ю — 31 655 доларів (медіана — 23 242). Медіана доходів становила 30 357 доларів для чоловіків та 23 365 доларів для жінок. За межею бідності перебувало 50,8 % осіб, у тому числі 63,8 % дітей у віці до 18 років та 0,0 % осіб у віці 65 років та старших.
Цивільне працевлаштоване населення становило 1066 осіб. Основні галузі зайнятості: сільське господарство, лісництво, риболовля — 42,1 %, освіта, охорона здоров'я та соціальна допомога — 18,7 %, оптова торгівля — 13,3 %, мистецтво, розваги та відпочинок — 9,4 %.